# Galabre
Le Galabre est un cours d'eau des Alpes-de-Haute-Provence et un affluent du Bès, donc un sous-affluent du Rhône par la Bléone et la Durance.